# روندا فلمینگ
روندا فلمینگ (به انگلیسی: Rhonda Fleming) با نام اصلی مِریلین لوئیس (به انگلیسی: Marilyn Louis) (زاده ۱۰ اوت ۱۹۲۳ در لس آنجلس – درگذشته ۱۴ اکتبر ۲۰۲۰ در سنتا مونیکا) هنرپیشه و خواننده اهل ایالات متحده آمریکا بود.
او به گفته خودش، در ۱۶ سالگی و در هنگام رفتن به مدرسه در منطقه هالیوود، کشف شد.
روندا فلمینگ به نام «ملکه تکنی‌کالر» شناخته می‌شد.

## فیلم‌شناسی

### سینما
- در اکلاهمای سابق (۱۹۴۳)
- از وقتی تو رفتی (۱۹۴۴)
- طلسم‌شده (۱۹۴۵)
- پلکان مارپیچ (۱۹۴۶)
- از درون گذشته (۱۹۴۷)
- مصر کوچک (۱۹۵۱)
- هنگ کنگ (۱۹۵۲)
- منطقه گرمسیری (۱۹۵۳)
- دوزخ (۱۹۵۳)
- جدال در اوکی کرال (۱۹۵۷)
- فریب‌خورده (۱۹۶۴)

### تلویزیون
- ویرجینیایی (۱۹۶۴)
- مک‌میلان و همسرش (۱۹۷۴)